# 交感神経α受容体遮断薬
交感神経α受容体遮断薬（こうかんしんけいあるふぁじゅようたいしゃだんやく、alpha-adrenergic blocking agent; alpha blocker）とは、交感神経のアドレナリン受容体のうち、α受容体に対して遮断作用を示す薬剤のことである。主に高血圧・尿路結石・前立腺肥大による排尿障害などの治療に用いられている。

## α受容体
アドレナリン受容体のうち、イソプロテレノール感受性が低いグループをα受容体と分類した。内因性のリガンドとしてアドレナリンおよびノルアドレナリンが存在する。1型および2型に大きく分類され、いずれもG蛋白質共役受容体である。
- α1受容体

Gq/11蛋白質結合型である。リガンドが結合すると、細胞内のホスホリパーゼCを活性化することによりイノシトールトリスリン酸(IP3)およびジアシルグリセロール(DG)の産生を介して細胞内カルシウムイオン濃度を上昇させる。α1受容体への刺激は血管平滑筋の収縮を引き起こし、血圧の上昇に関与する。
- α2受容体

Gi蛋白質結合型である。シナプス前膜に存在し、神経伝達物質の遊離を制御する自己受容体(Auto Receptor)として機能する。

## α受容体遮断薬
- α1・2受容体非選択的遮断薬
  - フェントラミン (Phentolamine)
  - トラゾリン (Tolazoline)
- 非競合的α受容体非選択的遮断薬
  - フェノキシベンザミン (Phenoxybenzamine)
  - ダイベナミン (Dibenamine)
- α1受容体選択的遮断薬
  - プラゾシン (Prazosin)
  - ブナゾシン (Bunazosin)
  - テラゾシン (Terazosin)
  - ドキサゾシン (Doxazosin)
  - タムスロシン (Tamsulosin)
  - ナフトピジル (Naftopidil)
- α2受容体選択的作動薬
  - メチルドパ (Methyldopa)
  - クロニジン (Clonidine)
- α2受容体選択的遮断薬
  - ヨヒンビン (Yohimbine)

- 麦角アルカロイド
  - エルゴタミン (Ergotamine)
  - エルゴメトリン (Ergometrine)
- αおよびβ受容体非選択的遮断薬
  - ラベタロール (Labetalol)
  - アロチノロール (Arotinolol)
  - アモスラロール (Amosulalol)